# 2. hokejová liga SR 1993/1994
Sezóna 1993/1994 byla 1. ročníkem 2. slovenské hokejové ligy. Soutěž navazovala na federální třetí nejvyšší soutěž. Vítězem se stal tým HK PPS Detva. Postupujícím do první hokejové ligy byly týmy HK PPS Detva a ŠK Matador Púchov.

## Systém soutěže
Soutěž byla rozdělena do tři skupin (západ, střed a východ). Celkem se jich zúčastnilo šestnáct týmů , ve skupině střed a východ po šesti týmech a ve skupině západ čtyři týmy. V každé skupině se hrálo 1x venku a doma. Bodový systém byl, za výhru se získalo dva body, za remízu jeden bod a za prohru nezískal klub žádný bod. První dva týmy z každé skupiny postoupili do finálové části o postup. Dva nejlepší týmy postoupili přímo do 1. ligy vzhledem k jejím rozšiřování. Ze soutěže se nesestupovalo.

## Základní část

### Skupina západ
|  | Postupující do skupiny o postup   |
|  | Sestupující do skupiny o umístění |

| Poř. | Tým                      | Z | B  | V | R | P | Skóre | +/– |
| ---- | ------------------------ | - | -- | - | - | - | ----- | --- |
| 1    | HC Univerzita Bratislava | 6 | 12 | 6 | 0 | 0 | 49:24 | +25 |
| 2    | VTJ Levice               | 6 | 6  | 3 | 0 | 3 | 39:25 | +14 |
| 3    | Spartak BEZ Bratislava   | 6 | 4  | 2 | 0 | 4 | 25:36 | –11 |
| 4    | TJ Lokomotíva Nové Zámky | 6 | 2  | 1 | 0 | 5 | 20:48 | –28 |

### Skupina střed
|  | Postupující do skupiny o postup   |
|  | Sestupující do skupiny o umístění |

| Poř. | Tým                                                 | Z  | B  | V | R | P | Skóre | +/– |
| ---- | --------------------------------------------------- | -- | -- | - | - | - | ----- | --- |
| 1    | ŠK Matador Púchov                                   | 10 | 18 | 9 | 0 | 1 | 74:33 | +41 |
| 2    | HK PPS Detva                                        | 10 | 14 | 6 | 2 | 2 | 55:33 | +22 |
| 3    | HK Medokýš Turčianske Teplice                       | 10 | 13 | 6 | 1 | 3 | 45:29 | +16 |
| 4    | Ivalak Banská Bystrica (ŠK Iskra Banská Bystrica B) | 10 | 8  | 4 | 0 | 6 | 44:49 | –5  |
| 5    | HC Prievidza                                        | 10 | 3  | 1 | 1 | 8 | 29:51 | –22 |
| 6    | HK Sparta Považská Bystrica                         | 10 | 2  | 0 | 2 | 8 | 28:80 | –52 |

### Skupina východ
|  | Postupující do skupiny o postup        |
|  | Sestupující do skupiny o umístění      |
|  | Odstoupil po základní části ze soutěže |

| Poř. | Tým                          | Z  | B  | V | R | P  | Skóre  | +/–  |
| ---- | ---------------------------- | -- | -- | - | - | -- | ------ | ---- |
| 1    | HC CompAct Rožňava           | 10 | 18 | 9 | 0 | 1  | 126:19 | +107 |
| 2    | HK Chemko Strážske           | 10 | 18 | 9 | 0 | 1  | 85:19  | +66  |
| 3    | HC 46 Bardejov               | 10 | 9  | 4 | 1 | 5  | 63:49  | +14  |
| 4    | HC Športklub Humenné         | 10 | 9  | 4 | 1 | 5  | 32:49  | –17  |
| 5    | HC Stavbár Vranov nad Topľou | 10 | 6  | 3 | 0 | 7  | 33:68  | –35  |
| 6    | HK Slávia 87 Stropkov        | 10 | 0  | 0 | 0 | 10 | 10:145 | -135 |

## O postup
|  | Postupující do 1. hokejové ligy |

| Poř. | Tým                      | Z  | B  | V | R | P | Skóre | +/– |
| ---- | ------------------------ | -- | -- | - | - | - | ----- | --- |
| 1    | HK PPS Detva             | 10 | 16 | 8 | 0 | 2 | 51:34 | +17 |
| 2    | ŠK Matador Púchov        | 10 | 14 | 7 | 0 | 3 | 49:40 | +9  |
| 3    | HK Chemko Strážske       | 10 | 11 | 5 | 1 | 4 | 46:38 | +8  |
| 4    | VTJ Levice               | 10 | 11 | 5 | 1 | 4 | 37:37 | +0  |
| 5    | HC Univerzita Bratislava | 10 | 4  | 2 | 0 | 8 | 42:57 | –15 |
| 6    | HC CompAct Rožňava       | 10 | 4  | 2 | 0 | 8 | 22:51 | –29 |

## O umístění

### Skupina západ
| Poř. | Tým                      | Z | B | V | R | P | Skóre | +/– |
| ---- | ------------------------ | - | - | - | - | - | ----- | --- |
| 3    | Spartak BEZ Bratislava   | 4 | 8 | 4 | 0 | 0 | 28:10 | +18 |
| 4    | TJ Lokomotíva Nové Zámky | 4 | 0 | 0 | 0 | 4 | 10:28 | –18 |

### Skupina střed
| Poř. | Tým                                                 | Z | B  | V | R | P | Skóre | +/– |
| ---- | --------------------------------------------------- | - | -- | - | - | - | ----- | --- |
| 3    | Ivalak Banská Bystrica (ŠK Iskra Banská Bystrica B) | 6 | 11 | 5 | 1 | 0 | 39:15 | +24 |
| 4    | HK Sparta Považská Bystrica                         | 6 | 6  | 3 | 0 | 3 | 28:34 | –6  |
| 5    | HK Medokýš Turčianske Teplice                       | 6 | 4  | 2 | 0 | 4 | 17:20 | –3  |
| 6    | HC Prievidza                                        | 6 | 3  | 1 | 1 | 4 | 15:30 | –15 |

### Skupina východ
| Poř. | Tým                          | Z | B  | V | R | P | Skóre | +/– |
| ---- | ---------------------------- | - | -- | - | - | - | ----- | --- |
| 3    | HC 46 Bardejov               | 6 | 12 | 6 | 0 | 0 | 55:7  | +48 |
| 4    | HC Športklub Humenné         | 6 | 6  | 3 | 0 | 3 | 23:27 | –4  |
| 5    | HC Stavbár Vranov nad Topľou | 6 | 6  | 3 | 0 | 3 | 18:27 | –9  |

Družstvo HK Slávia 87 Stropkov do skupiny o umístění nenastoupilo.